# Chiesa della Beata Vergine di Caravaggio
La chiesa della Beata Vergine di Caravaggio è un edificio religioso sito a Fogliano Superiore, frazione di Vigevano, in provincia di Pavia e diocesi di Vigevano.

## Descrizione e storia
La chiesa è rimasta l'unico monumento ammirabile dell'antica Fogliano. Ha un'origine sconosciuta. Nei primordi era nota come chiesa della Natività di Maria o chiesa di Santa Maria Assunta: questi nomi fanno presumere che la sua fondazione risalga a prima del Mille e che servisse da parrocchiale alle terre di cui parla il Privilegio dell'imperatore Enrico IV di Franconia del 1064.
Dopo innumerevoli vicissitudini, causate da pericoli di crolli imminenti, seguite da migliorie e momenti di lustro, la chiesa ha conservato le linee dell'intervento Deomini (1818-1824), prolungata ed arricchita di facciata e pronao. Con lo sfondamento delle pareti laterali, nel XIX secolo si è ricavato a sinistra l'altare del Sacro Cuore, con l'affresco di Emilio Galli; di fronte, la cappellina della Beata Vergine, con statue lignee. La volta, affrescata nel secondo dopoguerra, è ricca di ghirlande di fiori a festoni, medaglioni degli Evangelisti ed i simboli delle virtù teologali. Di un discreto interesse artistico sono inoltre la grande statua barocca di sant'Anna, nella nicchia, la tela dell'Annunciazione, di Santa Lucia ed una Deposizione.
La chiesa è di proprietà privata e recintata, quindi non accessibile.